# Braintree District
Braintree ist ein District in der Grafschaft Essex in England. Der Verwaltungssitz ist Braintree, weitere größere Orte sind Witham, Halstead und Hatfield Peverel.
Der Bezirk wurde am 1. April 1974 gebildet und entstand aus der Fusion der Urban Districts Braintree and Bocking, Halstead und Witham sowie der Rural Districts Braintree Halstead.
Koordinaten: 51° 53′ 0″ N, 0° 33′ 0″ O